# Чемпионат Европы по дзюдо 2025
Чемпионат Европы по дзюдо 2025 года прошёл в городе Подгорица (Черногория) с 23 по 27 апреля.
Российские и белорусские дзюдоисты выступали под флагом Международной федерации дзюдо (IJF).

## Медалисты

### Мужчины
| Весовая категория | Золото                        | Серебро                           | Бронза                         |
| ----------------- | ----------------------------- | --------------------------------- | ------------------------------ |
| до 60 кг          | Георгий Сардалашвили · Грузия | Аюб Блиев IJF                     | Ахмед Юсифов · Азербайджан     |
| до 60 кг          | Георгий Сардалашвили · Грузия | Аюб Блиев IJF                     | Лука Мхеидзе · Франция         |
| до 66 кг          | Дайкии Буба · Франция         | Мурад Чопанов IJF                 | Луукас Саха · Финляндия        |
| до 66 кг          | Дайкии Буба · Франция         | Мурад Чопанов IJF                 | Валид Хяр · Франция            |
| до 73 кг          | Данил Лаврентьев IJF          | Мануэль Ломбардо · Италия         | Жоан-Бенжамен Габа · Франция   |
| до 73 кг          | Данил Лаврентьев IJF          | Мануэль Ломбардо · Италия         | Рашид Мамедалиев · Азербайджан |
| до 81 кг          | Тимур Арбузов IJF             | Тато Григалашвили · Грузия        | Маттиас Кассе · Бельгия        |
| до 81 кг          | Тимур Арбузов IJF             | Тато Григалашвили · Грузия        | Зелим Цкаев · Азербайджан      |
| до 90 кг          | Кристиан Парлати · Италия     | Максим-Гаэль Нгаяп Амбу · Франция | Мурад Фатиев · Азербайджан     |
| до 90 кг          | Кристиан Парлати · Италия     | Максим-Гаэль Нгаяп Амбу · Франция | Ивайло Иванов · Болгария       |
| до 100 кг         | Илья Суламанидзе · Грузия     | Зелим Коцоев · Азербайджан        | Симен Катарина · Нидерланды    |
| до 100 кг         | Илья Суламанидзе · Грузия     | Зелим Коцоев · Азербайджан        | Дженнаро Пирелли · Италия      |
| свыше 100 кг      | Инал Тасоев IJF               | Валерий Ендовицкий IJF            | Эрик Абрамов · Германия        |
| свыше 100 кг      | Инал Тасоев IJF               | Валерий Ендовицкий IJF            | Лукаш Крпалек · Чехия          |

### Женщины
| Весовая категория | Золото                       | Серебро                     | Бронза                                                     |
| ----------------- | ---------------------------- | --------------------------- | ---------------------------------------------------------- |
| до 48 кг          | Ширин Букли · Франция        | Катарина Кошта · Португалия | Ассунта Скутто · ИталияАндреа Стоядинов · Сербия           |
| до 52 кг          | Дистрия Красничи · Косово    | Одетте Джуффрида · Италия   | Наоми ван Кревел · НидерландыАриане Торо Солер · Испания   |
| до 57 кг          | Сейя Бальхаус · Германия     | Этери Липартелиани · Грузия | Марта Фава · ФранцияВероника Тониоло · Италия              |
| до 63 кг          | Рената Захова · Чехия        | Кларисс Агбеньену · Франция | Йоанне ван Лисхаут · НидерландыШарлотта Авандзато · Италия |
| до 70 кг          | Софи Озбаш · Венгрия         | Элисавет Тельциду · Греция  | Лара Цветко · ХорватияАлександра Андрич · Сербия           |
| до 78 кг          | Патрисия Сампаю · Португалия | Анна Монта Олек · Германия  | Юлия Курченко · УкраинаФанни Эстель Посвит · Франция       |
| свыше 78 кг       | Романа Дико · Франция        | Раз Гершко · Израиль        | Ася Тавано · Италия Элис Старцева · IJF                    |

### Смешанный турнир
| Весовая категория | Золото | Серебро | Бронза |
| ----------------- | --- | --- | --- |
| Командный турнир  | Грузия · Этер Аскилашвили · Михаил Бахбахашвили · Иракли Деметрашвили · Георгий Ябниашвили · Этери Липартелиани · Нино Лоладзе · Лука Майсурадзе · Лаша Шавдатуашвили · Софио Сомхишвили · Мариам Чантурия · Гурам Тушишвили | Италия · Кенни Бедель · Джованни Эспозито · Одетте Джуффрида · Мануэль Ломбардо · Кристиан Парлати · Ирене Педротти · Дженнаро Пирелли · Эрика Симонетти · Джорджа Стангерлин · Ася Тавано · Вероника Тониоло | Германия · Эрик Абрамов · Сейя Бальхаус · Самира Буицгарн · Тимо Кавелиус · Фабиан Канси · Лоссени Коне · Анна Монта Олек · Дена Пол · Яно Рюбо · Паулина Старк · Фредерика Стольце · Игорь Вандтке |
| Командный турнир  | Грузия · Этер Аскилашвили · Михаил Бахбахашвили · Иракли Деметрашвили · Георгий Ябниашвили · Этери Липартелиани · Нино Лоладзе · Лука Майсурадзе · Лаша Шавдатуашвили · Софио Сомхишвили · Мариам Чантурия · Гурам Тушишвили | Италия · Кенни Бедель · Джованни Эспозито · Одетте Джуффрида · Мануэль Ломбардо · Кристиан Парлати · Ирене Педротти · Дженнаро Пирелли · Эрика Симонетти · Джорджа Стангерлин · Ася Тавано · Вероника Тониоло | IJF Карен Галстян Мансур Лорсанов Данил Лаврентьев Денис Батчаев Тамерлан Башаев Тимур Арбузов Тамара Лищенко Мария Иванова Ирина Зуева Дарья Антонова Элис Старцева Дарья Курбонмамадова           |

## Медальный зачёт
*   Принимающая страна (Черногория)
| Место           | Страна          | Золото | Серебро | Бронза | Всего |
| --------------- | --------------- | ------ | ------- | ------ | ----- |
| –               | IJF             | 3      | 3       | 2      | 8     |
| 1               | Франция         | 3      | 2       | 5      | 10    |
| 2               | Грузия          | 3      | 2       | 0      | 5     |
| 3               | Италия          | 1      | 3       | 5      | 9     |
| 4               | Германия        | 1      | 1       | 2      | 4     |
| 5               | Португалия      | 1      | 1       | 0      | 2     |
| 6               | Чехия           | 1      | 0       | 1      | 2     |
| 7               | Венгрия         | 1      | 0       | 0      | 1     |
| 7               | Косово          | 1      | 0       | 0      | 1     |
| 9               | Азербайджан     | 0      | 1       | 4      | 5     |
| 10              | Греция          | 0      | 1       | 0      | 1     |
| 10              | Израиль         | 0      | 1       | 0      | 1     |
| 12              | Нидерланды      | 0      | 0       | 3      | 3     |
| 13              | Сербия          | 0      | 0       | 2      | 2     |
| 14              | Бельгия         | 0      | 0       | 1      | 1     |
| 14              | Болгария        | 0      | 0       | 1      | 1     |
| 14              | Испания         | 0      | 0       | 1      | 1     |
| 14              | Украина         | 0      | 0       | 1      | 1     |
| 14              | Финляндия       | 0      | 0       | 1      | 1     |
| 14              | Хорватия        | 0      | 0       | 1      | 1     |
| 20              | Черногория*     | 0      | 0       | 0      | 0     |
| Всего стран: 20 | Всего стран: 20 | 15     | 15      | 30     | 60    |